# Łączyński Młyn
Łączyński Młyn (kaszub. Łątczińsczi Młin) – osada w Polsce, w województwie pomorskim, w powiecie kartuskim, w gminie Stężyca.
Miejscowość leży na Pojezierzu Kaszubskiem, na obszarze Kaszubskiego Parku Krajobrazowego, w bliskim sąsiedztwie Jeziora Raduńskiego Dolnego. Wchodzi w skład sołectwa Łączyno.
Do 2023 miejscowość była częścią wsi Łączyno.
W latach 1975–1998 Łączyński Młyn administracyjnie należał do województwa gdańskiego.
Łączyński Młyn 31 grudnia 2011 r. miał 30 stałych mieszkańców.